# Molpadia cubana
Molpadia cubana is een zeekomkommer uit de familie Molpadiidae.
De wetenschappelijke naam van de soort werd in 1940 gepubliceerd door Elisabeth Deichmann.